# Beddomeia bellii
Beddomeia bellii é uma espécie de gastrópode  da família Hydrobiidae.
É endémica da Austrália.